# Ногкау (Мизурское сельское поселение)
Ногкау (осет. Ногхъæу) — село в Алагирском районе Республики Северная Осетия-Алания. Входит в состав Мизурского сельского поселения.

## География
Селение расположено в 2 км к северо-западу от Мизура, между посёлком Ход и развалинами села Суларта.

## Население
| 2002 | 2010 | 2021 |
| ---- | ---- | ---- |
| 10   | ↘7   | ↘5   |

## Архитектура
В селе обилие и разнообразие архитектурных комплексов. Это галуан Басиевых, гæнах Калоевых, мæсыг Таболовых; выявлено еще несколько башен, из которых по меньшей мере две принадлежали Томаевым. Одна из них — пятиярусная, расположена в западной части села на невысоком холме; четырехугольная в плане (5,0x5,4 м). Сложена насухо из разноразмерных грубо обработанных камней, внутри (на уровне 2-го яруса) обмазана глиной. Башня окружена руинами жилых и хозяйственных построек.
Вторая башня находилась на возвышенности в центре села; также в плане четырехугольная (4,8x4,8), сохранилась на высоту четырех ярусов. Также сложена насухо, но из сланцевых плит.
Галуан Басиевых
Расположен в восточной части села над тропой, идущей вниз к реке. Представляет собой комплекс строений, занимающих площадку на вершине скалы. Сохранилось две боевые башни, объединенные невысокой стенкой. В центре ее устроен мощный машикуль. К входному проему стены ведет узкая крутая тропка. Стена сложена из сланца на известковом растворе.